# Lech Stempniewicz
Lech Jan Stempniewicz (ur. 24 grudnia 1949 w Koszalinie) – polski biolog i ekolog, profesor nauk biologicznych, profesor zwyczajny Uniwersytetu Gdańskiego.

## Życiorys
Absolwent Uniwersytetu Mikołaja Kopernika w Toruniu (1972). Doktoryzował się w 1978 na Uniwersytecie Gdańskim. Stopień naukowy doktora habilitowanego uzyskał w 1993 na UG w oparciu o pracę Ptaki morskie w ekosystemie arktycznym. Tytuł naukowy profesora nauk biologicznych otrzymał 1 stycznia 2001.
Zawodowo związany z Uniwersytetem Gdańskim, na którym doszedł do stanowiska profesora zwyczajnego. W latach 2004–2010 był dyrektorem Instytutu Biologii UG. Na Wydziale Biologii obejmował kierownictwo Katedry Genetyki oraz Katedry Ekologii i Zoologii Kręgowców.
Specjalizuje się w ekologii kręgowców, etologii, ochronie przyrody i ekosystemach polarnych. Opublikował ponad 90 prac, był promotorem w kilkunastu przewodach doktorskich. Przebywał na stażach na University of Aberdeen (1985) i Uniwersytecie Oksfordzkim (1991). Został członkiem Polskiego Towarzystwa Zoologicznego, Polskiego Towarzystwa Etologicznego, European Ornithologists' Union i Komitetu Badań Polarnych PAN.
Odznaczony Medalem Komisji Edukacji Narodowej (2003).